# Атанас Ковачев (революционер)
 Тази статия е за дееца на ВМОРО от Белица.  За свещеника от Щип вижте Атанас Ковачев (духовник).  
Атанас Иванов Ковачев е български революционер, скопски деец на Вътрешната македоно-одринска революционна организация.

## Биография
Атанас Ковачев е роден в 1872 година в разложкото село Белица, което тогава е в Османската империя. Завършва българска гимназия в Скопие. В 1896 година завършва Духовната семинария в Киев, а в 1900 година - духовната академия в Казан, Русия с научната степен кандидат на богословските науки.
Връща се в Македония и работи като учител. От 1900 година е директор на българското педагогическо училище в Сяр. По-късно преподава в Битоля и Солун. От 1906 година е директор на Българското мъжко педагогическо училище в Скопие. В 1909 година е преместен в Сярското педагогическо училище. В учебната 1911/1912 година отново е директор на Скопското българско педагогическо училище.
Ковачев заедно с Неофит Скопски са начело на българското просветно дело в Скопско и дават отпор на появилата се в района сръбска пропаганда. Едновременно с това се занимава и с революционна дейност и от 1902 до 1908 година е член на околийския и на окръжния революционен комитет в Скопие. Ковачев е привърженик на идеята за единодействие между ВМОРО и Българската екзархия. Член е и на комисията за подпомагане на затворниците в Куршумли хан.
При избухването на Балканската война в 1912 година е доброволец в Македоно-одринското опълчение.
След войната става учител в Ломското педагогическо училище. По време на българската окупация на Вардарска Македония през Първата световна война Ковачев отново е директор на Скопското българско педагогическо училище. От 1918 година е учител в гимназията в Гюмюрджина. В 1920 година при предаването на града на гръцките власти организира преселването на учителите и учениците в България. В 1920 година участва в основаването и е дългогодишен председател на Горска трудовопроизводителна кооперация „Рила планина“.
Умира на 21 ноември 1954 година в София.